# キヤノンRマウントレンズの一覧
キヤノンRマウントレンズの一覧は、キヤノンRマウントのレンズ製品の一覧である。

## 概要
キヤノン最初の一眼レフカメラであるRシリーズ向けのレンズである。35～135mmの開放値が小さい一部の製品が完全自動絞り（スーパーキヤノマチック）対応で、残りはプリセット絞り。
なお、マウントの形状は後のFL・FDマウントと同じであるが、他マウントでは機構が異なるためスーパーキヤノマチックレンズの自動絞りは作動しない。

### スーパーキヤノマチックレンズ
スーパーキヤノマチックレンズは絞り輪が2つあり、レンズ先端側がプリセット絞り輪でボディ側が手動絞り輪となっている。自動絞りで撮影する場合は、プリセット絞り輪を希望する絞り値に、手動絞り輪は開放値にセットする。一方、絞り込み測光を行う場合は、手動絞り輪を希望する絞り値にセットする。
レンズのマウント側には作動レバーとチャージレバー、2つのレバーがあり、レンズの側に自動絞りのチャージをするスプリングが備わっている。シャッターとレンズのチャージが一致していないため、必ずチャージレバーをチャージしてからボディに装着する必要がある。また、他機種と比較して巻き上げに力が必要な欠点がある。

## レンズ一覧
- キヤノンR35mmF2.5（1960年8月発売） - 5群7枚。最短撮影距離0.4m。アタッチメントはφ58mmねじ込み。スーパーキヤノマチック。
- キヤノンR50mmF1.8（1959年5月発売） - 4群6枚。最短撮影距離0.6m。アタッチメントはφ58mmねじ込み。スーパーキヤノマチック。
- キヤノンR58mmF1.2（1962年2月発売） - 5群7枚。最短撮影距離0.6m。アタッチメントはφ58mmねじ込み。スーパーキヤノマチック。
- キヤノンR85mmF1.8（1961年10月発売） - 4群5枚。最短撮影距離1m。アタッチメントはφ58mmねじ込み。スーパーキヤノマチック。
- キヤノンR85mmF1.9（1960年1月発売） - 4群6枚。最短撮影距離1m。アタッチメントはφ48mmねじ込み。
- キヤノンR100mmF2（1959年9月発売） - 4群6枚。最短撮影距離1m。アタッチメントはφ58mmねじ込み。スーパーキヤノマチック。
- キヤノンR100mmF3.5（1961年5月発売） - 4群5枚。最短撮影距離1m。アタッチメントはφ40mmねじ込み。
- キヤノンR100mmF3.5（1963年4月発売） - 4群5枚。最短撮影距離1m。アタッチメントはφ40mmねじ込み。
- キヤノンR135mmF2.5（1960年2月発売） - 4群6枚。最短撮影距離1.5m。アタッチメントはφ58mmねじ込み。スーパーキヤノマチック。
- キヤノンR135mmF3.5（1961年7月発売） - 3群4枚。最短撮影距離1.5m。アタッチメントはφ48mmねじ込み。
- キヤノンR200mmF3.5（1959年5月発売） - 5群7枚。最短撮影距離2.5m。アタッチメントはφ58mmねじ込み。
- キヤノンR300mmF4（1960年1月発売） - 4群5枚。最短撮影距離1.5m。フィルターはφ48mmねじ込み。
- キヤノンR400mmF4.5（1960年1月発売） - 4群5枚。最短撮影距離3.1m。フィルターは後部φ48mmねじ込み。
- キヤノンR600mmF5.6（1960年1月発売） - 1群2枚。最短撮影距離6.4m。フィルターは後部φ48mmねじ込み。
- キヤノンR800mmF8（1960年1月発売） - 1群2枚。最短撮影距離13.5m。フィルターは後部φ48mmねじ込み。
- キヤノンR1000mmF11（1960年1月発売） - 1群2枚。最短撮影距離21m。フィルターは後部φ48mmねじ込み。
- キヤノンTV2000mmF11（1960年9月発売） - 反射望遠レンズ。4群7枚。最短撮影距離20m。フィルターは後部φ48mmねじ込み。
- キヤノンR55-135mmF3.5（1963年12月発売） - 10群15枚。最短撮影距離2m。アタッチメントはφ58mmねじ込み。キヤノンが一般カメラ用に開発した最初のズームレンズ。スーパーキヤノマチック。収差補正には光学式ではなく機械補正式を採用していた。